# Rispa
Rispa (em hebraico: רִצְפָּה; trasl.: riz'-pa, em hebraico tiberiano: Ritspàh, "carvão" ou "pedra quente") era filha de Aiá, e uma das concubinas de Saul. Ela era a mãe de Armoni e Mefibosete. 
Após a morte de Saul, Abner casou com Rispa, resultando em uma briga entre ele e o filho e sucessor de Saul, Isbosete. A discussão levou a Abner a ir para o lado de Davi que era então rei do Reino de Judá separatista. Este incidente levou à queda de Isbosete e a ascensão de Davi como rei do reunido Reino de Israel.
Uma fome que durou três anos atingiu Israel durante a primeira metade do reinado de Davi em Jerusalém. Esta calamidade foi acreditada ter acontecido por causa de "Saul e da sua casa sanguinária, porque matou os gibeonitas". Os gibeonitas não eram israelitas, mas o restante dos amoritas, que Saul perseguiu de dentro de Israel. Davi consultou os gibeonitas sobre quais exigências os satisfaziam, e foi respondido de que nada poderia compensar o que Saul tinha feito de errado para eles, mas somente a morte de sete filhos de Saul.
Davi concordou em entregar a eles os dois filhos de Rispa e cinco dos filhos de Merabe, filha mais velha de Saul, que ela tivera à Adriel. Os gibeonitas os condenaram à morte, e penduraram seus corpos no santuário em Gibeá. Então Rispa tomou seu lugar sobre a rocha de Gibeá, e por cinco meses observou os corpos suspensos de seus filhos, para os impedir de ser devorado pelas feras e aves de rapina, até serem finalmente levados para baixo e enterrados por Davi (2 Samuel 21:13). O rabino britânico Jonathan Magonet descreveu Rispa como "toda mãe que vê seus filhos mortos antes do tempo por razões de Estado, sejam eles em tempo de paz ou em guerra. Tudo o que resta para ela é preservar a dignidade da sua memória e viver para testemunhar e pedir contas aos governantes do mundo". 